# Ricardo Sanzol
Ricardo Sanzol Goñi (Pamplona, 8 de abril de 1976) es un exfutbolista español. Se despempeñaba de guardameta y en la actualidad es el entrenador de porteros del Club Atlético Osasuna de Primera División de España.

## Trayectoria
Richard Sanzol es un jugador navarro formado íntegramente en las categorías inferiores de la Agrupación Deportiva San Juan, club del barrio de San Juan de la ciudad de Pamplona. Posteriormente pasó a los juveniles del Club Atlético Osasuna, el filial Osasuna B y subió definitivamente al primer equipo del Osasuna en 1998, donde ha logrado sus mejores registros en La Liga. Su debut en Primera División fue el 18 de noviembre de 2000 en un Osasuna-Deportivo de La Coruña (1-1). En la temporada 2003/04 fue el tercer mejor guardameta del Trofeo Zamora sólo superado por Santiago Cañizares y José Francisco Molina. En la siguiente temporada el portero jugó 16 partidos encajando 28 goles y no recibió ninguna oferta de renovación por parte de su club de toda la vida. Fue subcampeón de la Copa del Rey 2004/05 que acabó con victoria 2-1 en la prórroga para el Real Betis Balompié. Marchó a jugar con el Albacete Balompié durante 2 temporadas, ambas en Segunda División. Tras finalizar su vinculación con el Albacete, se quedó sin equipo 8 meses tras no fichar por ningún equipo en la primera vuelta de la temporada 2007/08, y estuvo entrenando con la AD San Juan pamplonés de la Tercera División hasta que fichó por el Hércules CF de la Segunda División un contrato de 6 meses tras haberse quedado el club alicantino con tan sólo el portero profesional Unai Alba, y Efrén del filial. Debutó con el Hércules CF el 7 de junio de 2008 en la penúltima jornada de Segunda División en el Estadio Martínez Valero en el Elche CF-Hércules CF (0-2), partido clásico alicantino por excelencia; Sanzol jugó los 90 minutos y cuajó una gran actuación. En la última jornada de liga disputó su segundo encuentro como herculano, fue contra el Cádiz CF, y estuvo frente a Abraham Paz, ejecutor del fatídico penalti que podía haber salvado al Cádiz del descenso a Segunda B. Tras concluir contrato con el Hércules, quedó libre en verano de 2008. Posteriormente ejerció de segundo entrenador en las filas del juvenil B del Club Atlético Osasuna. Actualmente es el preparador de porteros del Club Atlético Osasuna.

### Personal
- Su ídolo es Luis Miguel Arconada.[6]
- Posee estudios de euskera por la Escuela Oficial de Idiomas.[6]
- Sus 2 hermanos han sido también jugadores de fútbol.[6]
- Uno de sus hermanos es árbitro de fútbol en la actualidad.[6]
- Le gusta que le llamen Richard.[7]

## Selección nacional
En 2003 participó en el primer partido de la historia de la Selección de fútbol de Navarra.

## Clubes
| Club                    | País   | Liga      | Año       | Partidos | Goles encajados |
| ----------------------- | ------ | --------- | --------- | -------- | --------------- |
| Club Atlético Osasuna B | España | 2ªB       | 1995-1998 | 43       | 30              |
| Club Atlético Osasuna   | España | 2.ª y 1.ª | 1998-2005 | 122      | 140             |
| Albacete Balompié       | España | 2.ª       | 2005-2007 | 27       | 30              |
| Hércules Club de Fútbol | España | 2.ª       | 2008      | 2        | 1               |